# Edward Skrzypkowski
Edward Skrzypkowski (ur. 30 listopada 1930 w Bronisławowie koło Grójca, zm. 6 marca 1977 w Warszawie) – polski oficer, pułkownik LWP, redaktor naczelny miesięcznika kadry zawodowej LWP Wojsko Ludowe.

## Życiorys
Urodził się w rodzinie chłopskiej. Po wojnie ukończył szkołę podstawową i rozpoczął naukę w liceum pedagogicznym w Grójcu. W 1945 został członkiem organizacji młodzieżowej Wici. Był członkiem Zarządu Powiatowego w Grójcu. Od 1952 członek Związku Młodzieży Polskiej. W 1951 rozpoczął służbę w Ludowym Wojsku Polskim. W 1952 został członkiem PZPR oraz został skierowany na kurs oficerów politycznych. Po jego ukończeniu w 1953 roku został wykładowcą w Ośrodku Szkolenia Oficerów Politycznych. W 1955 został dziennikarzem działu partyjnego w redakcji Żołnierza Wolności. W 1962 roku ukończył studia na Wydziale Historyczno-Politycznym Wojskowej Akademii Politycznej im. Feliksa Dzierżyńskiego. Studia ukończył z wynikiem bardzo dobrym. W latach 1962–1965 był korespondentem Wojska Ludowego. W 1965 roku objął stanowisko oficera do zleceń w Gabinecie Ministra Obrony Narodowej marszałka Polski Mariana Spychalskiego. W 1969 został zastępcą szefa Gabinetu MON. W latach 1970–1972 był kierownikiem redakcji w Wydawnictwie MON, po czym objął stanowisko redaktora naczelnego miesięcznika kadry zawodowej LWP Wojsko Ludowe.
W jego dorobku publicystycznym znalazły się prace na temat działań LWP w II wojnie światowej, wychowania politycznego żołnierzy, procesu szkolenia kadr politycznych, życia codziennego żołnierzy oraz współdziałania LWP z innymi armiami Układu Warszawskiego. W 1965 nakładem Wydawnictwa MON ukazała się jego książka Praga, Jabłonna, Legionowo. Wrzesień 1944 r. Napisał kilka prac na temat organizacji Układu Warszawskiego, między innymi: Nasi sojusznicy i towarzysze broni /w/ Podstawy powszechnej obronności (Warszawa 1971), Skuteczny instrument jedności działania: W 21 rocznicę Układu Warszawskiego /w/ Za Wolności i Lud, nr 20/1976. W 1970 roku nakładem Wydawnictwa MON opublikowana została książka Układ Warszawski. W 1975 roku wydano jego pracę z okazji 20-lecia Układu Warszawskiego Tarcza pokoju. Książki te uzyskały nagrody Ministra Obrony Narodowej oraz Polskiego Instytutu Spraw Międzynarodowych.
Pochowany 11 marca 1977 na Cmentarzu Wojskowym na Powązkach w Warszawie (kwatera BII7-4-16). W pogrzebie uczestniczył m.in. członek Biura Politycznego KC PZPR, minister Obrony Narodowej, gen. armii Wojciech Jaruzelski oraz szef Głównego Zarządu Politycznego WP gen. broni Włodzimierz Sawczuk. Mowy pogrzebowe wygłosili: zastępca szefa GZP WP gen. bryg. Tadeusz Szaciłło oraz płk Zdzisław Czerwiński z redakcji Wojska Ludowego.

## Odznaczenia (wybrane)
- Krzyż Kawalerski Orderu Odrodzenia Polski
- Złoty Krzyż Zasługi
- Srebrny Krzyż Zasługi
- Medal 30-lecia Polski Ludowej
- Złoty Medal „Siły Zbrojne w Służbie Ojczyzny”